# Шапинак
Шапинак (фр. Chaspinhac) насеље је и општина у централној Француској у региону Оверња, у департману Горња Лоара која припада префектури Пиј ан Веле.
По подацима из 2011. године у општини је живело 744 становника, а густина насељености је износила 45,26 становника/km². Општина се простире на површини од 16,44 km². Налази се на средњој надморској висини од 815 метара (максималној 937 m, а минималној 572 m).

## Демографија
| 1962. | 1968. | 1975. | 1982. | 1990. | 1999. | 2011. |
| ----- | ----- | ----- | ----- | ----- | ----- | ----- |
| 179   | 229   | 258   | 386   | 484   | 540   | 744   |

График промене броја становника у току последњих година